# امامزاده عشق‌آباد
امامزاده عشق آباد مربوط به دوره صفوی - دوره معاصر است و در شهرستان میان‌جلگه، شهر عشق‌آباد، خیابان امام رضا (ع)، امام رضا ۱۲ واقع شده و این اثر در تاریخ ۲۷ اسفند ۱۳۸۶ با شمارهٔ ثبت ۲۲۲۹۰ به‌عنوان یکی از آثار ملی ایران به ثبت رسیده است.این اثر به طوری نماد شهرستان میان‌جلگه نیز به شمار میرود. 